# Zalažany
Zalažany (dříve též Zalužany) jsou malá vesnice a část obce Jenišovice v okrese Chrudim. Nachází se asi jeden kilometr západně od Jenišovic. Zalažany jsou také název katastrálního území o rozloze 2 km².

## Historie
První písemná zmínka o vesnici pochází z roku 1167.